# Underåsbron

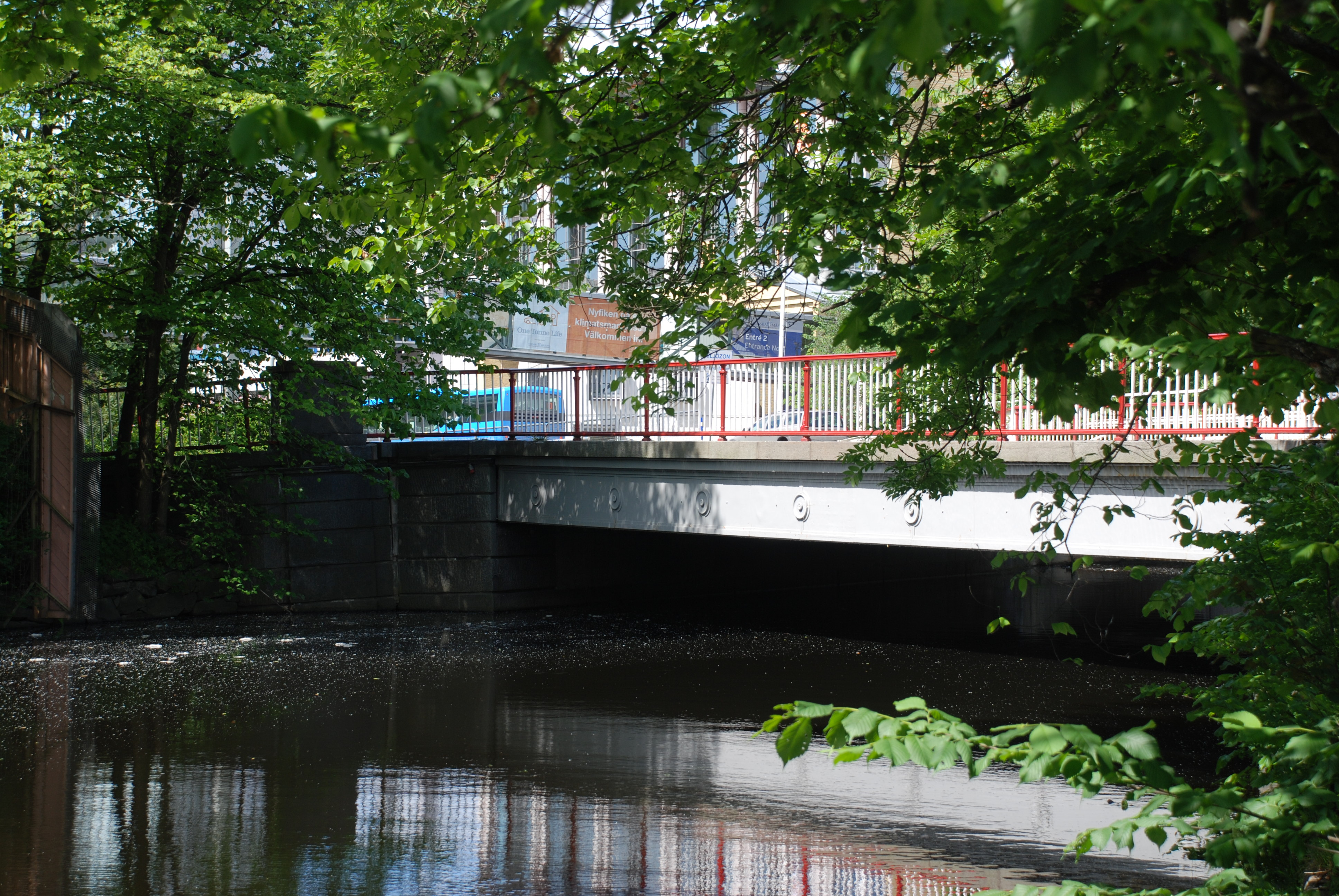
Underåsbron går över Mölndalsån.

Underåsbron är en 20 meter lång bro över Mölndalsån i Göteborg. Den förbinder västra- och östra Örgrytevägen, och ligger cirka 60 meter öster om Lisebergs huvudentré. Namnet kommer av hemmanet Underås som låg i närheten.
År 1984 var ett större ombyggnadsarbete klart, som innebar att bron delades i tre sektioner; två enkelriktade med vardera två körfält och en mittsektion med dubbla spårvagnsspår. 
Örgryte bro var namnet på en gammal bro på samma plats.